# Freeze de Dallas
Pour les articles homonymes, voir Freeze.
Le Freeze de Dallas est une franchise de hockey sur glace ayant joué dans la Ligue centrale de hockey basé à Dallas, dans l'État du Texas aux États-Unis.

## Histoire
L'équipe fait ses débuts en 1992 alors que la Ligue centrale de hockey est créée. L'équipe met fin à ses activités en 1995 après avoir joué trois saisons dans la ligue. Ron Flockhart entraîne le Freeze durant ces trois saisons.

## Bilan
| Saison    | PJ | V  | D  | N | DP | DTB | BP  | BC  | Pts | Classement          | Séries éliminatoires   |
| --------- | -- | -- | -- | - | -- | --- | --- | --- | --- | ------------------- | ---------------------- |
| 1992-1993 | 60 | 31 | 25 | 0 | 1  | 3   | 276 | 242 | 66  | Troisième de la LCH | 3-4 Oilers de Tulsa    |
| 1993-1994 | 64 | 31 | 25 | 8 | 0  | 0   | 304 | 309 | 70  | Quatrième de la LCH | 3-4 Thunder de Wichita |
| 1994-1995 | 66 | 24 | 36 | 6 | 0  | 0   | 266 | 364 | 54  | Septième de la LCH  | Non qualifié           |